# Oleksandr Filin
Oleksandr Vasyl'ovyč Filin (in ucraino Олександр Васильович Філін?; in russo Александр Васильевич Филин?, Aleksandr Vasil'evič Filin; Sinferopoli, 25 giugno 1996) è un calciatore ucraino naturalizzato russo, difensore del Baltika.

## Caratteristiche tecniche
È un difensore centrale.

## Carriera
Cresciuto nel settore giovanile dello Šachtar, nella stagione 2013-2014 ha giocato con la terza squadra disputando 3 incontri in Druha Liha. Trasferitosi in Russia, il 3 dicembre 2015 ha esordito in Prem'er-Liga disputando l'incontro pareggiato 1-1 contro lo Zenit San Pietroburgo.